# 黒田武彦
黒田 武彦（くろだ たけひこ、1946年 - ）は、日本の天文学者。専門は天体物理学。元兵庫県立西はりま天文台長・天文台公園長。

## 略歴
姫路市生まれ。香川大学教育学部卒、東北大学理学部天文科研究生課程修了。自動車販売会社を経て1972年、大阪市立電気科学館天文研究室。後に大阪市立科学館設立準備室に配属。
1989年、兵庫県立西はりま天文台長。2002年より西はりま天文台公園長を兼任。「教育・普及のためだからこそ、本物を見せたい」との持論を掲げ、世界最大の公開望遠鏡「なゆた」設置に尽力。初代公園長を務めた森本雅樹とともに強力な個性とリーダーシップで天文台・天文台公園の運営を行った。2012年退職。

## 受賞等
- 1999年　国際天文学連合が小惑星7241に「Kuroda」と命名[7]。
- 2005年　アブラハム・ヴァルデロマル勲章（ペルー・イカ地方政府）。ペルーへの望遠鏡寄贈運動に関して[8]。
- 2009年　姫路文化功労賞（姫路地方文化団体連合協議会）。天文学の理解増進と普及、科学と文化、芸術との融合等の実践に対して[8]。
- 2012年　文部科学大臣表彰。科学技術賞理解増進部門。業績は「公開天文台での活動の新展開と大型望遠鏡導入による理解増進」[9]。
- 2019年　日本天文学会第1回（2018年度）天文教育普及賞。活動名「国内外における長期かつ広範な天文教育普及活動に対して」[10]。